# لسونکی
لسونکی (به چکی: Lesůňky) یک منطقهٔ مسکونی در جمهوری چک است که در منطقه تربیچ واقع شده‌است.
 لسونکی ۳٫۴۸ کیلومتر مربع مساحت و ۹۱ نفر جمعیت دارد و ۴۴۰ متر بالاتر از سطح دریا واقع شده‌است.